# جوزيف ماكدونالد (سياسي)
جوزيف ماكدونالد هو سياسي كندي، ولد في 14 يناير 1863 في كندا، وتوفي في 16 فبراير 1942 في كندا. حزبياً، نشط في جمعية المحافظين التقدمية لنوفا سكوشا. وقد انتخب عضو مجلس نواب نوفا سكوتيا.